# Acrivastin
Acrivastin ist ein Wirkstoff, der zur Behandlung von Allergien eingesetzt wird. Es handelt sich um ein Antihistaminikum, das seine Wirkung durch Blockade des Histamin-H1-Rezeptors entfaltet. Acrivastin wird peroral verabreicht und über die Niere ausgeschieden. Die Plasmahalbwertszeit beträgt 1,5 Stunden.

## Handelsnamen
- Benadryl Allergy Relief (UK), Semprex-D (USA)

In Deutschland ist derzeit kein Medikament auf der Basis von Acrivastin zugelassen.